# Вест-Сімсбері (Коннектикут)
Вест-Сімсбері (англ. West Simsbury) — переписна місцевість (CDP) в США, в окрузі Гартфорд штату Коннектикут. Населення — 2521 особа (2020).

## Географія
Вест-Сімсбері розташований за координатами 41°52′29″ пн. ш. 72°50′42″ зх. д. / 41.87472° пн. ш. 72.84500° зх. д. (41.874765, -72.844906).  За даними Бюро перепису населення США в 2010 році переписна місцевість мала площу 11,26 км², уся площа — суходіл.

## Демографія
Згідно з переписом 2010 року, у переписній місцевості мешкало 2447 осіб у 817 домогосподарствах у складі 674 родин. Густота населення становила 217 осіб/км².  Було 838 помешкань (74/км²).
Расовий склад населення:
| - 94,6 % — білих - 2,0 % — азіатів - 0,9 % — чорних або афроамериканців - 0,2 % — корінних американців |

До двох чи більше рас належало 1,6 %. Частка іспаномовних становила 2,3 % від усіх жителів.
За віковим діапазоном населення розподілялося таким чином: 26,7 % — особи молодші 18 років, 53,5 % — особи у віці 18—64 років, 19,8 % — особи у віці 65 років та старші. Медіана віку мешканця становила 46,8 року. На 100 осіб жіночої статі у переписній місцевості припадало 89,5 чоловіків;  на 100 жінок у віці від 18 років та старших — 85,0 чоловіків також старших 18 років.
Середній дохід на одне домашнє господарство  становив 185 619 доларів США (медіана — 148 393), а середній дохід на одну сім'ю — 210 595 доларів (медіана — 162 422). За межею бідності перебувало 0,5 % осіб, у тому числі 0,0 % дітей у віці до 18 років та 2,6 % осіб у віці 65 років та старших.
Цивільне працевлаштоване населення становило 1252 особи. Основні галузі зайнятості: освіта, охорона здоров'я та соціальна допомога — 28,0 %, фінанси, страхування та нерухомість — 24,3 %, науковці, спеціалісти, менеджери — 12,6 %, роздрібна торгівля — 11,7 %.